# Durat
 (juillet 2021).
La mise en forme du texte ne suit pas les recommandations de Wikipédia : il faut le « wikifier ».
Les points d'amélioration suivants sont les cas les plus fréquents :
- Les titres sont pré-formatés par le logiciel. Ils ne sont ni en capitales, ni en gras.
- Le texte ne doit pas être écrit en capitales (les noms de famille non plus), ni en gras, ni en italique, ni en « petit »…
- Le gras n'est utilisé que pour surligner le titre de l'article dans l'introduction, une seule fois.
- L'italique est rarement utilisé : mots en langue étrangère, titres d'œuvres, noms de bateaux, etc.
- Les citations ne sont pas en italique mais en corps de texte normal. Elles sont entourées par des guillemets français : « et ».
- Les listes à puces sont à éviter, des paragraphes rédigés étant largement préférés. Les tableaux sont à réserver à la présentation de données structurées (résultats, etc.).
- Les appels de note de bas de page (petits chiffres en exposant, introduits par l'outil «  Source ») sont à placer entre la fin de phrase et le point final[comme ça].
- Les liens internes (vers d'autres articles de Wikipédia) sont à choisir avec parcimonie. Créez des liens vers des articles approfondissant le sujet. Les termes génériques sans rapport avec le sujet sont à éviter, ainsi que les répétitions de liens vers un même terme.
- Les liens externes sont à placer uniquement dans une section « Liens externes », à la fin de l'article. Ces liens sont à choisir avec parcimonie suivant les règles définies. Si un lien sert de source à l'article, son insertion dans le texte est à faire par les notes de bas de page.
- La présentation des références doit suivre les conventions bibliographiques. Il est recommandé d'utiliser les modèles {{Ouvrage}}, {{Chapitre}}, {{Article}}, {{Lien web}} et/ou {{Bibliographie}}. Le mode d'édition visuel peut mettre en forme automatiquement les références.
- Insérer une infobox (cadre d'informations à droite) n'est pas obligatoire pour parachever la mise en page.

Pour une aide détaillée, merci de consulter Aide:Wikification.
Si vous pensez que ces points ont été résolus, vous pouvez retirer ce bandeau et améliorer la mise en forme d'un autre article.
Durat est un hameau situé sur la commune française de Pionsat (Puy-de-Dome), dans les Combrailles. 

## Description et histoire
Durat est situé à 500 mètres de Pionsat à une altitude de 541 mètres (motte féodale) sur le bord d'une ancienne voie romaine.
Un étang est traversé par le ruisseau de La Farge. Son origine serait monastique.
Le toponyme Durat aurait pour origine étymologique le terme occitan médiéval durat qui signifie celui qui est dur -du latin durus-
Durat est le siège d'une seigneurie, au moins une tour fortifiée était présente au XIe siècle. Le hameau existait avant la construction du château à proximité de Pionsat.
Il semble que le château était originairement en bois puis reconstruit en pierre par la suite. Suivant les actes il y avait au moins un château, un moulin (toujours présent) et sans doute une chartreuse[réf. nécessaire]. 
En mars 1248, Alphonse, comte de Poitiers et Archambaud VII eurent un différend propos des fiefs de Banassat, Bellenave Roche d'Agoult, Pionsat  qu'ils terminèrent à l'amiable. Le comte de Poitiers garda Roche d'Agout, Pionsat et cinquante livres de rente sur Durat.
En janvier 1260 Durat revient au comte de Poitiers et de Toulouse, Alphonse, frère de Saint-Louis
Par un acte passé le jeudi après Noël 1357, Guillaume Aubert seigneur de Monteil-Gelat ayant récupéré des terres du Comte de Ventadour, transigeât et partageât avec Guillaume de Durat les terres de la Rochedagoux, Pionsat et Durat. Aux termes de cet acte il est mentionné que la ville de Durat appartient à Guillaume de Durat en basse, moyenne et haute justice.
Il est également fait mention du moulin de Durat dans un acte par lequel Gilbert de Durat, très-noble et puissant homme, confirma coutume et franchises des habitants de la paroisse de la Cellette, par lettres du 14 avril 1401 et par lesquelles ils ne doivent ni charrois ni manœuvres, si ce n'est  trois fois l'an, pour le vin, l'eau, le pain à conduire à l'hôtel de Durat, de venir faire moudre le blé au moulin de Durat.
Philibert de Durat assigna à sa femme Alix de Chaslus le 6 juin 1439 son hôtel de Durat à titre de douaire
Par un arrêt du parlement de Paris, siégeant à Poitiers, du 22 décembre 1430, maintient Philibert de Durat dans le droit de tenir son château, chartreuse et terre de Durat avec toute justice, haute, moyenne et basse, sans moyen ni milieu du duché d'Auvergne, et dans celui d'obliger ses vassaux de faire guet et garde en son dit château de Durat.
La maison de Durat a eu pour berceau la terre de son nom, située près de Pionsat, dans le pays de Combrailles, en Basse-Auvergne

### Seigneurs
Guillaume de Durat, damoiseau,  seigneur de Durat et de Marsat  ca (1235-1303)  Marié vers  1260 à Isabelle de Chasayrades, Dame de Chasayrade
Louis de Durat 1262- Seigneur de Durat et de Marsat Marié avant 1300 à Henriette de Marsen, Dame de Marsen
Guillaume II de Durat 1328-1373 Marié à Hélis de Beauvoir de Beaufort
Gauvain de Durat, Seigneur de Durat, marié en 1387 à Jeanne de Rochedagoux
Gilbert de Durat, Seigneur de Durat † marié en  1410 à Galiane de Chaslus
Philibert de Durat (1410-1436) Marié avec Alix de Chaslus, fille de Guillaume, chevalier, seigneur de Cordès, des Tours, de Voingt, de Chaslus et de  Marguerite de Prondines) dont
Marguerite de Durat, dame dudit lieu. "En contemplation de son prochain mariage avec Mondon de Lestrange, écuyer, Philibert de Chaslus, chevalier, et Robert de Chaslus, oncles de la future, abandonnèrent à Mondon de Lestrange et à Marguerite de Durat toute la chevance qu'ils avaient en la seigneurie de Treignac en Limousin. L'acte de cette cession, en date du 15 mai 1445, fut passé en présence de Jacques de Chabannes, chevalier, seigneur de Chaslus, maréchal et sénéchal du Bourbonnais. Mondon de Lestrange est qualifié seigneur de Durat dans un aveu qui lui fut rendu le 1er juillet 1451. C'est par ce mariage que les biens de la branche aînée de Durat sont passés dans la Maison de Lestrange".
Mondon dit Raymond de Lestrange (1420 -1486) Chevalier, Seigneur de Durat et Marenghol. Epouse en 1445 Marguerite de Durat
Jean de Lestrange (1455 +1504) Chevalier, Seigneur de Durat, de Chavignac et de Marenghol. Épouse en 1486 Françoise de Blanchefort
Guy II, « Guinot II » de Lestrange Chevalier, Seigneur de Magnac, de Durat, de la Banisette et de Marenghol. Épouse à Pionsat en 1516 Catherine de la Roche
Louis de Lestrange (1529 -1573) Ecuyer, Chevalier des Ordres du Roi, Seigneur de Magnac, de Durat, de la Banisette et Marenghol, Marquis de Lestrange qui vend la seigneurie de Durat le 30 aout 1530
Le fief passe aux Rochefort ou aux Chazeron. Un ouvrage mentionne que le château de Durat a été ruiné lors de la Ligue en 1590 mais cela reste à vérifier (Risque d'homonymie)
Jacques de Chabannes (Meurt en 1652 au siège de Montrond, sous Palluau, contre le Prince de Condé ) chevalier, comte de Pionsat, vicomte de Savigny, seigneur de Verrières, colonel d’un régiment de cavalerie, Lieutenant-Général pour le Roi en Bourbonnais (1650), Maréchal de camp, épouse en Charlotte de Chazeron, dame de Pionsat, Durat et Belabre (fille de Gilbert, seigneur de Chazeron, Gouverneur & Sénéchal du Bourbonnais, chevalier des Ordres du Roi, et de Gabrielle de Saint-Nectaire)
Gilbert de Chabannes, comte de Pionsat, vicomte de Savigny, lieutenant de la Compagnie des Gendarmes du Roi sous le comte de Saint-Geran, mestre de camp, Lieutenant-Général pour le Roi en Bourbonnais, Maréchal des Camps & Armées du Roi (1650), épouse en 1637 Marie de Champfeu
Gilbert de Chabannes dit le Marquis de Chabannes (1646 -1720 à Paris), chevalier, comte de Pionsat, vicomte de Savigny, lieutenant-colonel au régiment de Navarre (1669) sous Condé et Turenne, Gouverneur des Ile & Citadelle d’Oléron épouse en 1681 Eve (alias Anne) -Francoise de Lutzelburg
Jean-Baptiste de Chabannes (1714 -1781) marquis de Chabannes et de La Palice (par donation de son oncle François Antoine, comte de Chabannes) et Apchon, comte de Pionsat, seigneur de Bellabre), 1er baron d’Auvergne, baron de Vaux, Durat, etc., sert aux Gardes-Françaises puis aux Dragons de la Reine (1733, sous son père), meurt en Italie (sans hoirs, il lègue ses titres & biens à Jean-Frédéric, fils de son cousin Jacques-Charles, marquis de Curton et du Palais) sans postérité . Extinction de la branche de Pionsat.

### Recherches archéologiques
En 2019, une motte féodale près de la Queue de l’étang de Durat a été découverte. 
Divers indices plaident en faveur de la présence d’une motte féodale à la queue de l’étang. - La parcelle n° 85 de la section C «La Farge» sur le cadastre de 1833, est appelée «Terre de Chatillot», à rectifier en Châtillot, du latin médiéval castellum, fortification, châtillon. l’image satellitaire sur Google maps montre une ombre qui révèle une butte circulaire au sud de la parcelle (les photos aériennes ne font rien apparaître cependant). Elle mesure environ 30 mètres de diamètre.  le chemin axé Nord-Sud qui passe à son pied contourne la butte à cet endroit alors qu’il est partout ailleurs totalement rectiligne jusqu'à l'Etrade (orthographiée l'Estrade sur le cadastre de 1833 = ancienne voie "romaine", de (via) strata). Ce chemin stratégique relie bien deux voies anciennes/antiques situées de part et d’autre du Boron : Gouttières – Evaux par Saint-Hilaire et Château-sur-Cher (voie antique probablement puis médiévale) et Gouttières – Evaux par Pionsat et le Pont de Rameau (voie antique secondaire peut-être mais assurément voie médiévale et moderne importante).
Son histoire est probablement en lien avec l’ancien château de Durat (XIIe- XIIIe) tout proche et en ce sens il est important pour l’histoire locale de Pionsat et de La Cellette.

## Loisirs
L'étang de Durat est un étang de pêche public.
Les habitants du bourg de Pionsat ont toujours beaucoup aimé se promener aux abords de l’étang du Durat. Au XXe siècle une petite plage était même aménagée. De belles fêtes nautiques et des concours de pêche étaient organisés par le comité d'entreprise de Michelin qui le louait avant la seconde guerre mondiale. Les athlètes de l’AS Montferrandaise y participaient à des compétitions.
En 1936 une grande fête populaire eu lieu à Pionsat. Le cortège traversa le bourg pour se rendre à l’étang de Durat. Alexandre Varennes, personnalité d’envergure nationale et élue du secteur était à la tête du cortège. 
Durat est le lieu de départ des visites touristiques vers le château de Pionsat ainsi que sur les circuits de randonnée.